# Karl Heinsius
Karl Heinsius, auch Carl (* 2. September 1861 in Grabow; † 9. Mai 1929 ebenda) war ein deutscher Unternehmer und Politiker (Wirtschaftspartei, DVP).

## Leben
Nach dem Besuch des Realprogymnasiums absolvierte Heinsius eine handwerkliche Ausbildung. Später übernahm er von seinem Vater die Leitung der Goldleistenfabrik. Er war Vorsitzender der Handelsvertretung von Grabow und seit ihrer Gründung Mitglied der Handelskammer Mecklenburg. Während der Zeit der Weimarer Republik war Heinsius zunächst Mitglied der Reichspartei des deutschen Mittelstandes (Wirtschaftspartei), trat Mitte der 1920er-Jahre aber zur Deutschen Volkspartei (DVP) über. Von 1919 bis 1920 sowie erneut von 1921 bis 1926 war er Abgeordneter des Mecklenburg-Schwerinschen Landtages.